# Nordlig blodlav
Nordlig blodlav (Mycoblastus alpinus) är en lavart som först beskrevs av Elias Fries, och fick sitt nu gällande namn av Th. Fr. ex Hellb. Nordlig blodlav ingår i släktet Mycoblastus och familjen Mycoblastaceae.  Arten är reproducerande i Sverige. Inga underarter finns listade i Catalogue of Life.